# 5 mars 1956
Le lundi 5 mars 1956 est le 65e jour de l'année 1956.

## Naissances
- Adriana Barraza, actrice mexicaine
- Antoine Sleiman, avocat et homme politique libanais
- Ari Huumonen (mort le 20 mai 2013), athlète finlandais, spécialiste du lancer du disque
- Dominique Deville de Périère, Professeur des universités–Praticien hospitalier en odontologie à Montpellier
- Dominique de Keuchel (mort le 31 juillet 2004), acteur français
- Donato Oliverio, prélat catholique italien
- Iris Szeghy, compositrice slovaque
- Marco Paolini, acteur, metteur en scène et dramaturge
- Paul Gardner, joueur et entraîneur de hockey sur glace canadien
- Ruedi Baur, designer franco-suisse
- Shamil Serikov (mort le 22 novembre 1989), lutteur soviétique
- Sufian Ahmed, homme politique éthiopien
- Sylvie Hubac, représentante personnelle du Coprince français en Andorre
- Teena Marie (morte le 26 décembre 2010), chanteuse américaine

## Décès
- Drastamat Kanayan (né le 31 mai 1883), Personnalité de l'indépendance arménienne
- Ghislain Dhondt (né le 15 avril 1889), homme politique belge